# Boom Boom (chanson de Rye Rye)
Pour les articles homonymes, voir Boom Boom (homonymie).
Singles de Rye Rye
New Thing
(2011)
Pistes de Go! Pop! Bang!
Sunshine
(6) Better Than You
(8)
Boom Boom est une chanson enregistrée par la chanteuse américaine Rye Rye. Elle a servi de quatrième single issu de son premier album, Go! Pop! Bang!, sorti en 2012. Elle a été publiée sur iTunes via Interscope Records le 6 mars 2012. Le refrain utilise un sample du tube Boom, Boom, Boom, Boom!! interprété par les Vengaboys . Le clip, incorporant des motifs et éléments de jeux vidéo, a été dévoilé le 22 mars 2012.
La chanson a bien été reçue par la critique qui, à plusieurs reprises, a comparé le clip et les paroles aux travaux d'artistes tels qu'Usher et Nicki Minaj. Peu après sa sortie, la chanson se positionna à la 8e place du classement Hot Dance Club Songs du Billboard.

## Composition

MTV compara Boom Boom à Love in This Club d'Usher.

Boom Boom est une chanson electro hop contenant des éléments de dance-pop et de rap . Le refrain sample un riff du titre Hi-NRG, Boom, Boom, Boom, Boom!!, interprétée par les Vengaboys. La chanson emploie des hooks pop  et une mélodie electropop dite « ultralégère » .

## Clip
Le clip de Boom Boom a été diffusé via la chaîne officielle VEVO de Rye Rye le 22 mars 2012. Celui-ci montre Rye Rye portant des vêtements et arborant des coiffures colorées, luttant contre des ennemis « numériques » à la manière du jeu vidéo Street Fighter X Tekken, et montant à dos de dauphin équipée de canons laser ,. Georgie Greville et Geremie Jasper de Legs Media, réalisateurs entre autres de clips pour Selena Gomez et Florence and the Machine, ont conçu la vidéo.

## Liste des pistes et formats
Boom Boom - Single
1. Boom Boom – 3:23

Boom Boom (The Remixes)
1. Boom Boom (Kat Krazy Club Remix) - 4:52
2. Boom Boom (Kat Krazy Radio Edit) - 3:35
3. Boom Boom (Tom Neville's Cannonball Remix) - 6:06
4. Boom Boom (Digital Lab Remix) - 6:51
5. Boom Boom (EOS Remix) - 4:43
6. Boom Boom (Glow In the Dark Remix) - 5:30
7. Boom Boom (Yogi Remix) - 3:11
8. Boom Boom (Wayne & Woods Remix) - 5:00

## Performances dans les hit-parades
| Classement (2011–12)                | Meilleure position |
| ----------------------------------- | ------------------ |
| US Hot Dance Club Songs (Billboard) | 8                  |